# Alta Francia
L'Alta Francia (in francese Hauts-de-France) è una regione amministrativa francese.
È stata istituita a decorrere dal 1º gennaio 2016, accorpando le regioni di Nord-Passo di Calais e Piccardia; con la fusione prese il nome provvisorio di Nord-Pas-de-Calais-Picardie, prima di assumere l'attuale denominazione il 30 settembre 2016.

## Geografia
La regione si affaccia sulla Manica a nord-ovest, confina a nord-est con il Belgio, ad est con il Grand Est, a sud con l'Île-de-France e a sud-ovest con la Normandia.
La regione si estende su una superficie di 31813 km² e ha una popolazione di poco meno di 6 milioni di abitanti. Il suo capoluogo è Lilla. Le città principali della regione, oltre a Lilla, sono Amiens, Dunkerque, Calais e Beauvais.
È composta da cinque dipartimenti: Aisne (02), Nord (59), Oise (60), Passo di Calais (62) e Somme (80). Sono inclusi nella regione 145 cantoni e 3 838 comuni.

### Città principali
- Lilla (227 560 abitanti)
- Amiens (133 448 abitanti)
- Roubaix (94 713 abitanti)
- Tourcoing (91 923 abitanti)
- Dunkerque (90 995 abitanti)
- Calais (72 589 abitanti)
- Villeneuve-d'Ascq (62 308 abitanti)
- San Quintino (55 978 abitanti)
- Beauvais (54 289 abitanti)
- Valenciennes (42 989 abitanti)